# Église Notre-Dame de Bois-Héroult
L'église Notre-Dame est une église catholique située à Bois-Héroult, en France.

## Localisation
L'église est située à Bois-Héroult, commune du département français de la Seine-Maritime. 

## Historique
L'église est bâtie pour une confrérie datée de 1488 à l'emplacement d'un ancien édifice du XIIe siècle. L'édifice est modifié au XVIIIe siècle avec une reconstruction du chœur, et une réfection de la nef au XIXe siècle. Le clocher, détruit dans les années 1870, est reconstruit en 1884. le porche du XVIe siècle est transformé en chapelle en 1826.
Le site de l'église, une partie du village et le château sont inscrits à l'inventaire supplémentaire des sites depuis le 30 août 1967. 
L'édifice est inscrit au titre des monuments historiques par arrêté du 6 février 1969.
L'association pour la sauvegarde de l'art français accorde une subvention de 40 000 francs en 1986.

## Description
L'église est en brique et silex et possède une longueur de 28 m.
Le mur conserve un porche du XVe siècle ou XVIe siècle et une pierre obituaire de 1546. Un porche du XVIe siècle sert de chapelle.
Outre une pietà, l'édifice conserve un retable d'époque Louis XVI et des tableaux  dont une Vierge avec saint Jean et sainte Madeleine et une représentation de saint Ignace-de-Loyola.